# 约瑟夫·达南德
约瑟夫·达南德（1897年3月19日—1945年10月10日），维希法国军队领导人兼黨衛軍军官。原為法國軍人，但在马奇诺防线失守，巴黎淪陷後轉投納粹德國。

## 早年和服役
达南德出生在法国罗讷-阿尔卑斯大区安省科利尼。
1916年1月8日，他加入了第35步兵团。1917年4月晋升为下士，1917年6月1日晋升为中士，1918年晋升为副官(准尉)。停战后，他被遣散，1919年9月，他再次入伍服役两年。在德国占领军服役一段时间后，他参加了在奇里乞亚反对穆斯塔法·凯末尔·阿塔图尔克的运动。1921年7月退役，军衔为少尉。他曾做过木工，后来在尼斯创办了自己的运输公司。
战争期间，达南德加入了许多极右的政治和准军事组织:1925年加入法兰西运动，1928年加入火十字团，1936年加入“卡古勒”和雅克·多里奥的法国人民党(PPF)。他组建了自己的法西斯武装——剑骑士;20世纪30年代，他在“蒙面男子”中声名显赫，这是一个秘密恐怖组织，组织爆炸和暗杀，并在法国各地的仓库中存放武器。

## 维希法国的“合作者”
第二次世界大战开始时，达南德自愿加入法国军队，被任命为中尉。他在马其诺防线服役，并因英勇而获勋章。在这场伪战争中，他参加了几次对德军的突击行动。1940年6月，他被捕，但逃到了尼斯。他成为维希法国组织法国退伍军人军团的领导人物，并招募士兵对抗“布尔什维克主义”。
第二年，他成立了卖国民兵军团，支持菲利普·贝当和维希法国。他表示愿意对抗法国抵抗运动。1943年1月1日，他将该组织改组为法兰西民兵。虽然皮埃尔·赖伐尔是官方的领导人，但达南德是事实上的领导人。达南德的政治信念是极右的，但他被认为是仇视德国人。

## 党卫军军官
在未能加入抵抗运动后，达南德最终转向纳粹德国，并于下个月成为党卫军的一名军官。达南德转向党卫军的另一个原因是，民兵组织成为了抵抗运动的暗杀目标，但维希政府和德国国防军当局拒绝为民兵组织提供武器。
在加入党卫军的过程中，达南德亲自向阿道夫·希特勒宣誓效忠，并于1943年8月获得党卫军中尉军衔。1943年12月，他成为警察局长，后来又成为内政部长。约瑟夫·达南德扩大了民兵组织，到1944年，其成员已超过35000人。该组织在调查法国抵抗运动中发挥了重要作用。 1944年9月，在诺曼底登陆和盟军推进之后，达南德逃往德国，加入了锡格马林根飞地的亲纳粹傀儡政府。1944年11月1日，他被提升为突击队大队领袖。

## 逮捕，审判和处决
1945年4月，他从锡格马林根逃到意大利北部的梅兰。1945年6月25日在意大利被英国人俘虏，带回法国，于1945年10月3日被判处死刑，10月10日在夏蒂隆堡由行刑队执行。